# Tatosoma mistata
Tatosoma mistata är en fjärilsart som beskrevs av Felder 1875. Tatosoma mistata ingår i släktet Tatosoma och familjen mätare. Inga underarter finns listade i Catalogue of Life.